# Apatura chrysolora
Apatura chrysolora är en fjärilsart som beskrevs av Hans Fruhstorfer 1908. Apatura chrysolora ingår i släktet Apatura och familjen praktfjärilar. Inga underarter finns listade i Catalogue of Life.